# 林家そめすけ
林家 そめすけ（はやしや-、1966年（昭和41年）11月24日 - ）は、大阪府大阪市出身の落語家、ものまねタレント。本名は林 将記。堺市立工業高等学校機械科卒業。上方落語協会会員。

## 来歴
嘗ては漫才師「こあじコースケ」のコンビ名でデビュー。テレビ、ラジオ、心斎橋筋2丁目劇場などで活躍。1991年7月に落語家の4代目林家染丸に再出発し染輔を名乗るも、テレビのものまね番組に出演した際にテロップに「林家染輔」ではなく「そめすけ」と表示されていたのを師匠らに指摘されたのが切っ掛けでそめすけと改名。同年落語家としてトリイホールで初高座。
古典落語や創作落語のほか、大阪芸人のものまねで漫談などをする。また西川まさととコンビを組んで舞台に出ていたこともある。
2011年から「大阪人情落語24区」と銘打って各区にちなんだの人情噺づくりに取り組んでいる。

## 主な受賞
- 2003年 - なにわ芸術祭 新人奨励賞（落語部門）受賞。
- 2012年 - 繁昌亭大賞 創作賞受賞。
- ABCものまね新人グランプリ受賞